# Sauce Vincent
La sauce Vincent est dans son sens actuel une mayonnaise verte colorée de feuilles d'oseille, de persil, cerfeuil, estragon, ciboulettes, pimprenelle, cresson, et d'épinards blanchis, pilés, passée à l'étamine.
Elle est assimilée à la mayonnaise verte pourtant historiquement plus ancienne et parfois nommée sauce verte froide au Canada. La Green mayonnaise Vincent ou sauce Vincent est largement assimilée par la cuisine d'Amérique du Nord avec des compositions parfois étonnantes (50% sauce verte, 50% sauce tartare).

## Origine du nom
Escoffier (1903) écrit: « Cette sauce fut créée par le vieux maître du dix-huitième siècle, Vincent Lachapelle ». Vincent La Chapelle donne effectivement une sauce verte (green sauce), ancienne sauce que citait déjà Rabelais en 1546 dans Le Tiers Livre, faite de blé en herbe pilé avec du pain, liée au fond de veau et au vinaigre qu'il sert sur de l'agneau froid. Carême donne la recette d'un truite saumonée à la Vincent La Chapelle (1833) aux champignons. Vincent La Chapelle n'était pas tombé dans l'oubli, en 1873 Alexandre Dumas dit de lui: «Vincent de la Chapelle, vénérable Père conscrit de la cuisine française» mais la source exacte de la sauce Vincent est inconnue.
Raymond Brunet écrit (1939) qu'on sert la sauce Vincent (avec les charcuteries) à la Saint-Vincent, fête des vignerons, en Champagne et en Bourgogne.

## Histoire
On trouve mention de cette sauce à partir de 1860, elle est le plus fréquemment citée dans les journaux entre 1890 et 1940. Comme la sauce gribiche les sources se trouvent dans la presse et non chez les chefs, elle est signalée dans les menus des restaurants, par exemple en 1865 c'était une spécialité du Café Riche «qui ferait pleurer un usurier» écrit Le Monde Illustré . Comme la gribiche elle accompagne le saumon froids, la truite, les artichauts.

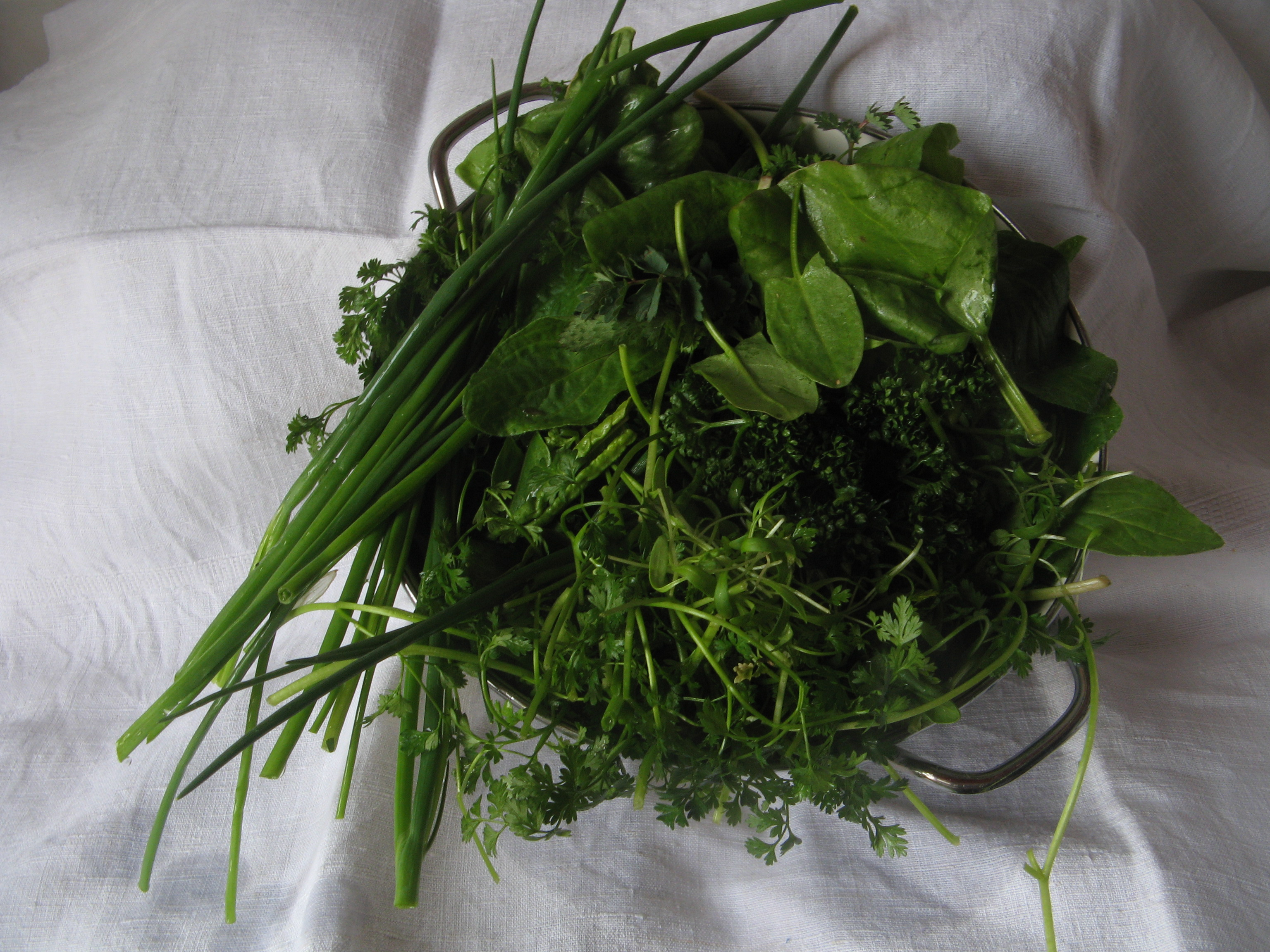
herbes de base de la sauce Vincent cerfeuil, cresson, persil, pimpinelle, oseille, ciboulette

Le Monde Illustré en publie 4 versions en 1890 qui proviennent d'abonés vivant en Belgique, la mayonnaise verte appartient aussi à l'univers de la cuisine belge, on la mentionne dans les restaurants liégeois. Phileas Gilbert rappelle (1899) que Vincent La Chapelle était le cuisinier du prince d'Orange Nassau aux Pays-Bas. Les premiers chefs à en donner la recette sont Escoffier (1903) qui donne 2 versions: mayonnaise ordinaire additionnée d'une purée de fines herbes et procédé initial, mayonnaise montée à partir de la purée d'herbes et Favre (1905).
Mais c'est Auguste Colombié (1845-1920) en 1906 qui donne le développement le plus complet. Il explique que «La sauce Vincent n'est pas une sauce verte quelconque, mais une sauce très spéciale, une mayonnaise colorée en vert par le jus que l'on extrait des herbes blanchies, pilées et pressées». Il y a 3 autres sauces vertes : la vénitienne, la verte (qu'il décrit comme une ravigote), la tartare. La sauce Vincent se fait chez lui «de 30 g d'épinards, 20 g de persil, 10 g d'estragon et autant de cerfeuil; un peu de cresson et de pimprenelle, 2 jaunes d'œufs, 120 g d'huile d'olive, une cuillerée de vinaigre; un cuillerée à café de moutarde, 10 g de sel». La réalisation se fait en 2 temps: le jus d'herbe qui repose 4 h au frais, et la mayonnaise qu'on mélange après décantation du jus d'herbes.
En 1989, Michel Guérard dans Minceur exquise donne la recette suivante: «Mayonnaise, purée d'oseille, persil, cerfeuil, cresson, ciboulette, œufs durs hachés».

## Usages
La sauce Vincent accompagne les entrées froides de poisson, crustacés, viandes et légumes. Sa couleur verte va bien au saumon froid grand classique le plus cité (aussi appelé saumon à la parisienne), aux filets de sole, langouste ou homard froid, le gigot froid, les asperges sauce Vincent. «On sert les hors-d'œuvre sauce Vincent» écrit Pierre de Lescure (1937).

### Variantes
On la trouve côté gribiche faite non de mayonnaise mais montée avec des jaunes d'œufs cuits durs, câpres et cornichons.

### Mayonnaise verte

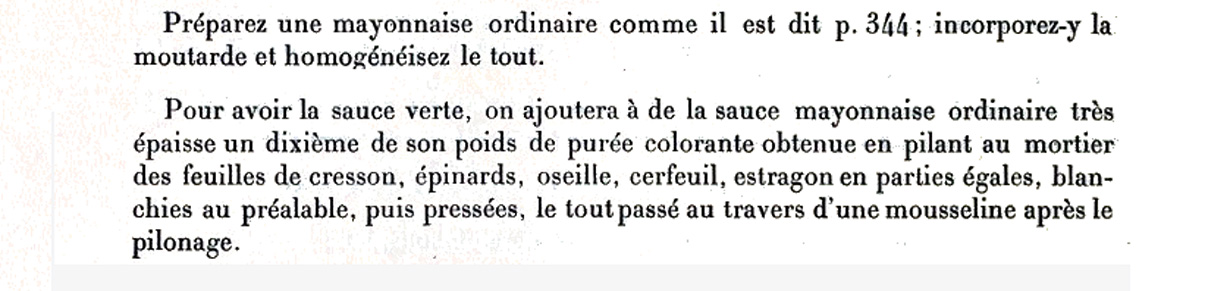
Ali Bab recette mayonnaise verte (1923)

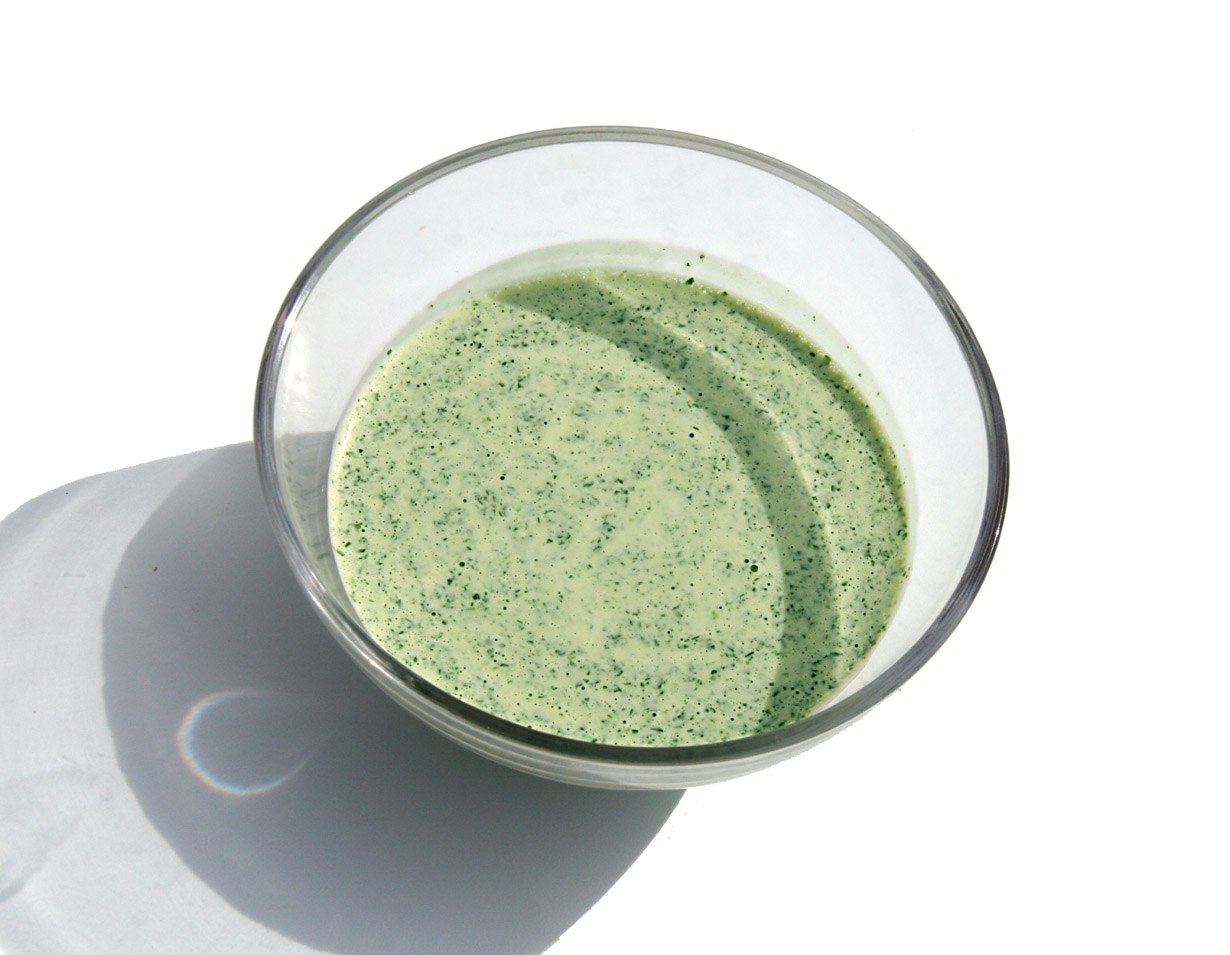
Mayonnaise verte

La mayonnaise verte est mentionnée plus fréquemment et beaucoup plus tôt que la sauce Vincent, en 1822 Viard l'utilise régulièrement (avec de la cervelle de bœuf). Elle est faite chez Jules Gouffé avec cerfeuil, persil, estragon et pimprenelle (1867) et chez Jourdan Lecointe (1868) sur le saumon. Elle est décrite comme une sauce verte et froide moins élaborée que la sauce Vincent. Le Dictionnaire des ménages (1836) en donne la recette : La mayonnaise est collée «de gelée ou de glace de veau, sel et jus de citron; et colorée avec du vert d'épinards. Cette sauce se sert avec les salades de légumes cuits à l'eau». On la rencontre comme la sauce Vincent avec le poisson froid, R. Renaudat écrit (1918) «A Gand, la sauce Vincent n’est qu’une mayonnaise teintée de vert d'épinards». Le Larousse Universel (1922) donne la recette de Gouffé (sauce mayonnaise additionnée de cerfeuil, câpres, cornichons...).
Les deux sauces sont données pour synonymes par les sources belges avec des compositions parfois proche de la Vincent traditionnelle, parfois mayonnaise au jus de cresson, persil et feuilles d’épinard, parfois innovantes (cresson, wasabi). On la rencontre largement dans la cuisine américaine.

### Beurre de Montpellier

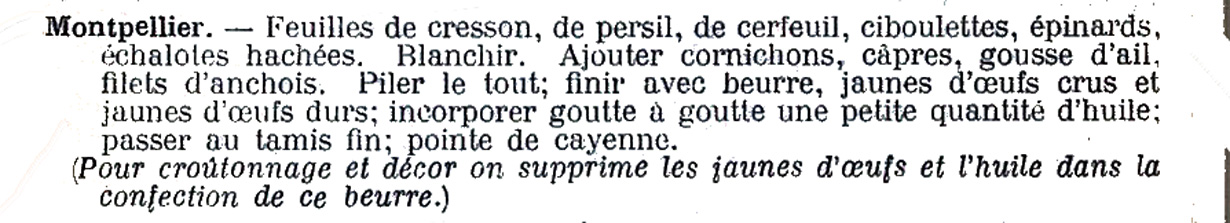
Le répertoire de la cuisine de Th. Gringoire et L. Saulnier - Beurre de Montpellier (1923)

Phileas Gilbert écrit en 1929 «je donne une mention, dans cette énumération des sauces froides, au beurre de Montpellier, plus recommandable encore que la fameuse sauce Vincent, à condition que son assaisonnement soit expertement réglé. Ce fut l’une des grandes ressources de la cuisine ancienne».
Carême (1828), qui en fait grand usage, en donne sa recette qui à la différence de la sauce Vincent contient anchois, ail, et est à base de beurre. Il extrait le jus de cerfeuil, estragon, pimprenelle et ciboulettes qu'il blanchi, refroidi et égoutte. Il pile parfaitement en ajoutant des anchois, des câpres et cornichons, des jaunes d'œufs durs et un peu d'ail. «Cette base est mélangée à du beurre, de l'huile d'olive et du vinaigre d'estragon; ce qui doit donner un beurre velouté, moelleux et d' un goût exquis».
Edouard Hélouis (1878) accompagne le filet d'esturgeon à la parisienne de beurre de Montpellier. La Cuisine Provençale (1982) donne des gambas frits au beurre de Montpellier. La Cuisine du jardin aux herbes et aromates (1990) la recommande avec l'omelette, les œufs au plat et avec les œufs pochés.

## Anthologie
- Carême, Le cuisinier parisien : ou l'art de la cuisine française au dix-neuvième siècle, Chap. III Traité du beurre de Montpellier. Paris. Bossange père (1828). A propos du beurre de Montpellier[39]:

« Mais pour le rendre plus appétissant encore, vous y mêlez un peu d' essence de vert d'épinards (passé au tamis de soie), afin de le colorer d'un beau vert pistache. On doit avoir la précaution d'y mêler ce vert en petite quantité à la fois, afin que le beurre soit d'un vert pâle. Vous goûtez si l'assaisonnement se trouve de haut goût: alors vous le passez par l'étamine fine, ou par un tamis de crin ordinaire, en le foulant avec la cuillère de bois. Après cela vous le mettez dans une petite terrine sur la glace pour le raffermir, et vous vous en servez de suite.
L' assaisonnement de ce beurre délicieux réclame des connaissances que la pratique seule peut donner; car il faut avoir le goût exquis pour le rendre dans sa perfection, afin qu'aucun des assaisonnements qui le composent ne se trouve dominant. Cependant il est facile d' adoucir l'excès du vinaigre en ajoutant un peu d' huile, de même la fadeur de l' huile, en y mêlant du vinaigre et du sel. »